# Хабиби, Абдулхай
Абдулхай Хабиби (пушту عبدالحی حبيبي‎, перс. عبدالحی حبیبی‎; 1 мая 1910, Кандагар — 9 мая 1984, Кабул) — афганский учёный, историк и филолог, редактор, педагог, профессор, академик, член Национальной ассамблеи Афганистана

## Биография
Пуштунского происхождения из племени какар.
По образованию и профессии педагог. В молодости учительствовал.
В 1927—1940 годы работал заместителем редактора, затем редактором газеты «Тулуи афган».
В 1940—1941 годах — президент Афганской академии. В 1941—1944 годах был советником Министерства просвещения Афганистана, в 1944—1946 годах — декан литературного факультета Кабульского университета.
В 1966—1972 годы — президент Исторического общества Афганистана. С 1973 года — советник правительства по вопросам науки и культуры. Профессор литературного факультета Кабульского университета (с 1965 года).
Автор более 100 трудов, научных изданий и комментариев к ряду источников по средневековой истории Афганистана, исследований, в том числе по истории Афганистана при Тимуридах (1942), в период Гурганидов (1962), Краткой истории Афганистана (1967), работ по истории афганской литературы, а также многочисленных статей по истории.
Умер в 1984 году в Кабуле во время Советско-афганской войны.